# Émile Prudent
Émile Gautier-Racine Prudent (Angoulême, 3 febbraio 1817 – Parigi, 14 maggio 1863) è stato un pianista e compositore francese.

## Biografia

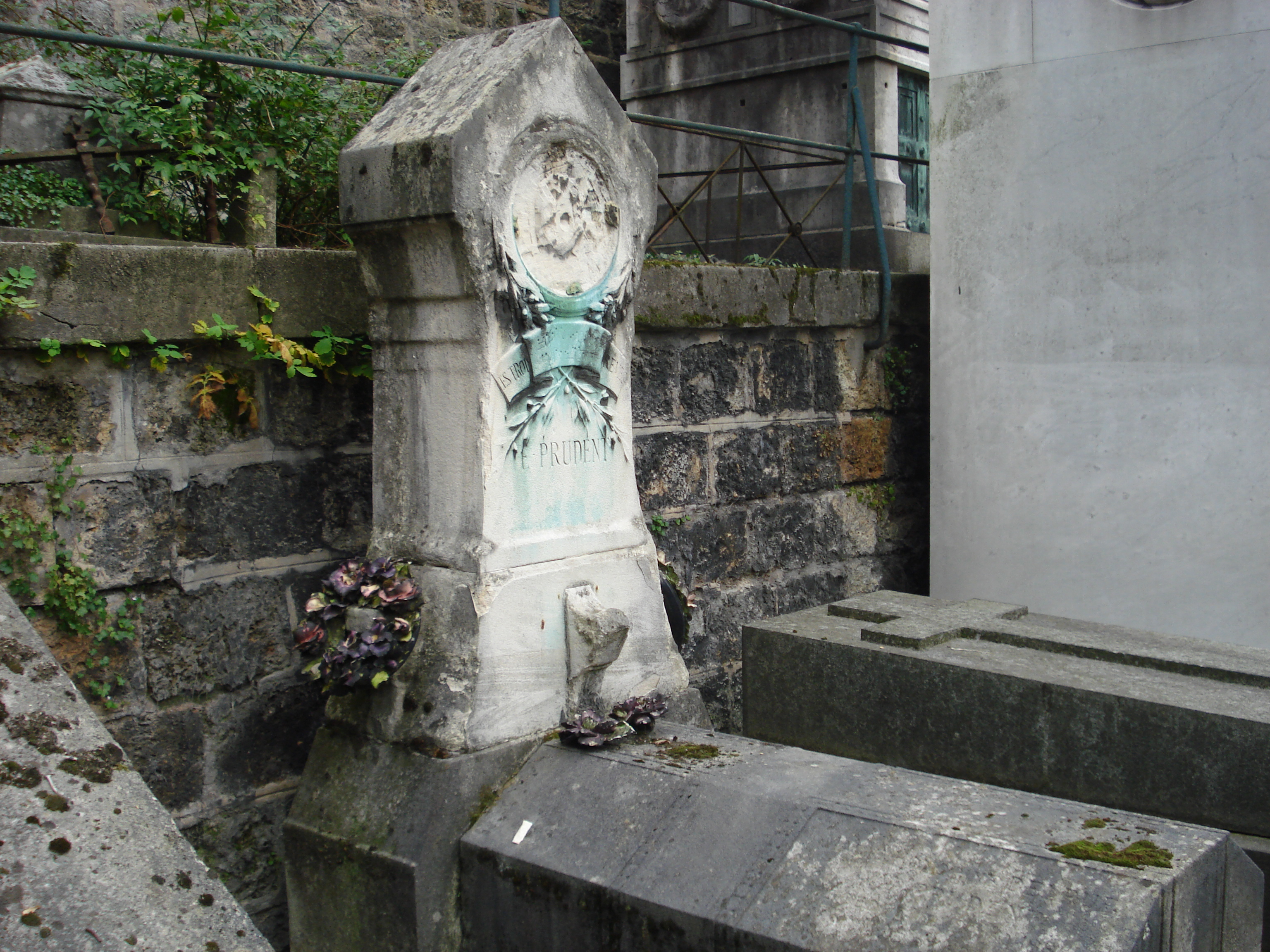
Tomba di Prudent al Cimitero di Montmartre, Parigi.

Nato ad Angoulême nel 1817 e registrato alla nascita col nome di Gautier-Racine, non conobbe mai i suoi genitori e fu adottato in tenera età da un accordatore di pianoforte, che gli diede la sua prima istruzione musicale. A dieci anni entrò al Conservatorio di Parigi, vincendo un primo premio in pianoforte nel 1833 e un secondo premio in armonia nel 1834. Dopo la laurea al conservatorio, senza mecenati, visse in precarie condizioni finanziarie per molto tempo di incontrare infine il successo alla sua prima esibizione pubblica. Il concerto fu condiviso con l'allora famoso e virtuoso Sigismund Thalberg. Il giovane Prudent eseguì la sua fantasia su Lucia di Lammermoor, op. 8, riscuotendo grande successo di pubblico, il che lo portò subito dopo a continue esibizioni in Francia e all'estero, compresi due viaggi in Inghilterra nel 1848 e nel 1852 per presentare in anteprima le proprie opere.
Morì a Parigi nel 1863, dove aveva trascorso la maggior parte della sua vita.
Le sue opere sono una settantina e comprendono un trio di pianoforte, una sinfonia-concerto, molti pezzi di carattere, set di variazioni, trascrizioni ed studi, oltre alle sue celebri fantasie su arie operistiche. Come insegnante ebbe molto successo e produsse diversi alunni illustri.